# Zaha Hadid
Zaha Hadid (arab írással زها حديد [Zahā Ḥadīd]; Bagdad, 1950. október 31. – Miami, Florida, 2016. március 31.) világhírű iraki építész. Korunk egyik legismertebb sztárépítésze volt. 2004-ben a Pritzker-díj első női díjazottja lett. 2010-ben a brit királyi építész akadémia (Royal Institute of British Architects, RIBA) Stirling-díjjal tüntette ki, a római MAXXI (National Museum of the XXI Century Arts) múzeumáért.

## Pályafutása
Zaha Hadid Irakban, Bagdadban született. Először matematikát tanult. 1972-ben Londonba költözött, és az egyik legjelentősebb műhelyben, az Architectural Association School of Architecture-ben folytatta tanulmányait. Mások mellett Rem Koolhaas, Bernard Tschumi és Elia Zenghelis mellett tanulta az építészetet. A diploma után Rem Koolhaas mellett kezdett dolgozni. Egyik – már jelentős – közös alkotásuk a holland parlament bővítésére készült pályázata volt (1978). Ezen a terven érződik az építészek komoly egyetértő összhangja, továbbá rajta vannak már Zaha Hadid későbbi stíluselemei is.
Koolhaas-szal újra felfedezték maguknak az orosz konstruktivizmust, amelynek alig voltak akkoriban elérhető forrásai nyugaton. Állítólag egészen Moszkváig utaztak, hogy megnézzék Csernyikov, Melnyikov és más avantgarde építőművész munkáit. A konstruktivizmus akkora hatással volt rá Zahára, hogy ő is konstruktivista képeket kezdett festeni.
1980-ban saját önálló irodát nyitott, és építészeti víziókat festett. Folyamatosan részt vett nemzetközi építészeti pályázatokon, ám akkor még épületei nem épültek meg.
A hagyományos építészet alternatíváit keresve a szuprematizmus és általában az orosz avantgárd hatása alatt Zaha Hadid a festészetet tervezőeszközként, az absztrakciót pedig általános követendő elvként alkalmazta, a modernizmus tapasztalatait az építés új területein tárta fel. Úttörő szerepet töltött be be projektjeinek modellezésében.
Pályafutása elején épületeinek formáit éles szögű formák jellemzik, akkor az újabb épületeket viszont ívek formálják.
Főbb munkái közé tartozik a 2012-es olimpiára készült London Aquatics Center, a Broad Art Museum, a római MAXXI Múzeum és a Guangdongkantoni operaház.
1988-ban New York-ban MOMA-ban rendezett Deconstructivism in Architecture című kiállításon a kurátorok meghívására vett részt. Hadid egy csapásra ismertté vált, mert a  kiállítás híre bejárta a nemzetközi szaksajtót. Első épülete a Vitra múzeum tűzoltóállomása (1991-1993), amelyet nemsokára inkább kiállítótérként kezdték használni.
Az 1990-es évek híres munkája a cardiffi operaház bővítési pályázata volt, melyet  megnyertek, és bár nem fejezhették be, azonban a hatása így is óriási volt.
2007-ben a budapesti Szervita téri parkolóház helyére megtervezte az óriási kavics alakú Orco irodaházat, amely azonban nem valósult meg.
2016. március 31-én halt meg egy floridai kórházban, ahol hörghuruttal kezelték. Szívroham végzett vele. Halálakor még több épülete még építés alatt állt, köztük a Peking-Tahszingi nemzetközi repülőtér és a katari Al Wakrah Stadion.
Nem beszélt sokat. Mindig a lényegre koncentrált, nagyon szarkasztikus volt, intellektuális, okos és rendkívül határozott.

## Fontosabb munkái
- Phaeno Science Center (2000-2005)
- BMW adminisztrációs épület (2001-2005)
- Melia szállodalánc (Dubai)
- Pekingi nemzetközi repülőtér
- Leeza Soho
- Vitra Fire Station (1994), Weil am Rhein, Németország
- Bergisel Ski Jump (2002), Innsbruck, Ausztria
- Rosenthal Center for Contemporary Art (2003), Cincinnati, Ohio, Amerikai Egyesült Államok
- Hotel Puerta America (2003–2005), Madrid, Spanyolország
- BMW Central Building (2005), Lipcse, Németország
- Ordrupgaard annexe (2005), Copenhagen, Denmark
- Phaeno Science Center (2005), Wolfsburg, Németország
- R. Lopez De Heredia Wine Pavilion (2001–2006), Haro, La Rioja, Spanyolország
- Issam Fares Institute for Public Policy and International Affairs at the American University of Beirut (2006–14), Bejrút,  Libanon
- Maggie's Centres at the Victoria Hospital (2006), Kirkcaldy, Skócia
- Hungerburgbahn new stations (2007), Innsbruck, Ausztria
- Chanel Mobile Art Pavilion (2006–08)
- Bridge Pavilion (2008), Zaragoza, Spanyolország
- Pierresvives (2002–12), Montpellier, Franciaország
- MAXXI – National Museum of the 21st Century Arts (1998–2010), Rome, Olaszország. Stirling Prize 2010 díj
- Guangzhou Opera House (2010), Guangzhou, People's Republic of China
- Sheikh Zayed Bridge (2007–10), Abu Dhabi
- Galaxy SOHO in Beijing, Kína
- London Aquatics Centre (2011), 2012 Summer Olympics, London, Egyesült Királyság
- Riverside Museum (2004–11), Skócia
- Deutsche Guggenheim (2005), Berlin, Németország
- CMA CGM Tower (2006–11), Marseilles, Franciaország
- Ark Evelyn Grace Academy (2006–10) in Brixton, London, Egyesült Királyság. Stirling Prize 2011 díj
- Urban Nebula (2007), London Design Festival, London, Egyesült Királyság
- Lilas (2007), Serpentine Gallery, London, Egyesült Királyság
- Roca London Gallery (2009–11) in Chelsea Harbour, London, Egyesült Királyság
- d'Leedon, Szingapur (2007–2011)
- Design For Proposed Museum In Vilnius (2007-2011), Vilnius, Litvánia
- Heydar Aliyev Cultural Centre (2007–12) in Baku, Azerbajdzsán
- Eli and Edythe Broad Art Museum (2010–12), Michigan State University, East Lansing, Michigan,Amerikai Egyesült Államok
- Library and Learning Center of the Vienna University of Economics and Business Campus (2010–2013)
- Salerno Maritime Terminal (2007–13), Salerno, Olaszország
- Stazione di Napoli Afragola, Olaszország (2013)
- Jockey Club Innovation Tower (2013), Hong Kong
- Dongdaemun Design Plaza (2008–14), Seoul, Dél-Korea
- Citylife office tower (Storto) and residentials, Milánó, Olaszország (2014)
- Investcorp Building, St Antony's College, Oxford (2013–15), Egyesült Királyság
- King Abdullah Petroleum Studies and Research Center, Riyadh, Szaud-Arábia (2010–15)
- Nanjing International Youth Cultural Centre, Kína (2016)
- Antwerp Harbour House, Antwerp, Belgium (2016)
- Dubai Opera, Dubai, UAE (2016)
- The Opus, Dubai, UAE (2007-2018)
- Scorpion Tower, One Thousand Museum, Miami, Florida, Amerikai Egyesült Államok (2018)
- 520 West 28th Street, New York City,Amerikai Egyesült Államok (2017)
- Messner Mountain Museum, Corones, Province of Bozen, South Tyrol, Olaszország (2015)

## Képtár

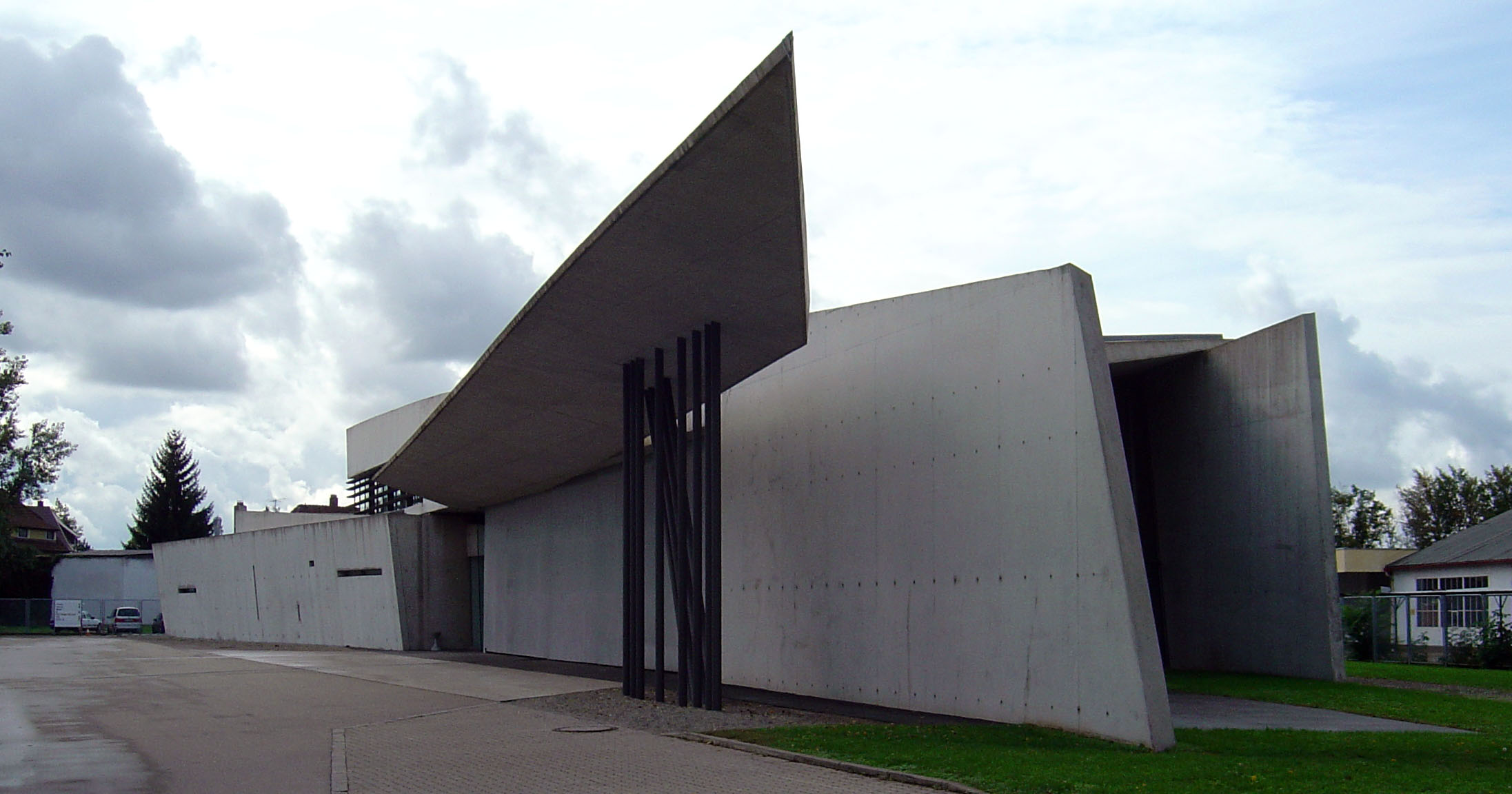
Tűzoltóállomás, Vitra, Weil am Rhein, Németország
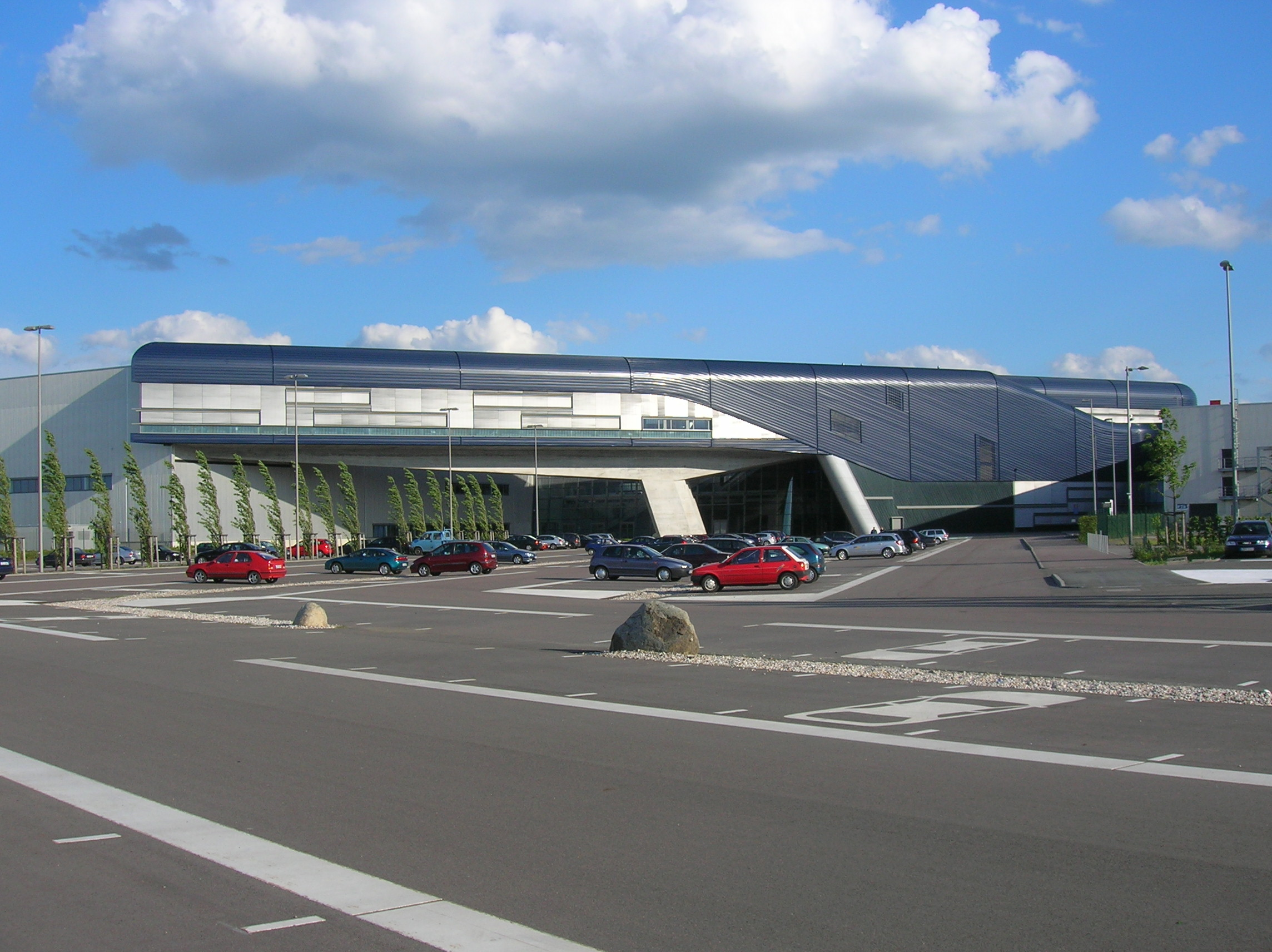
BMW központ, Lipcse
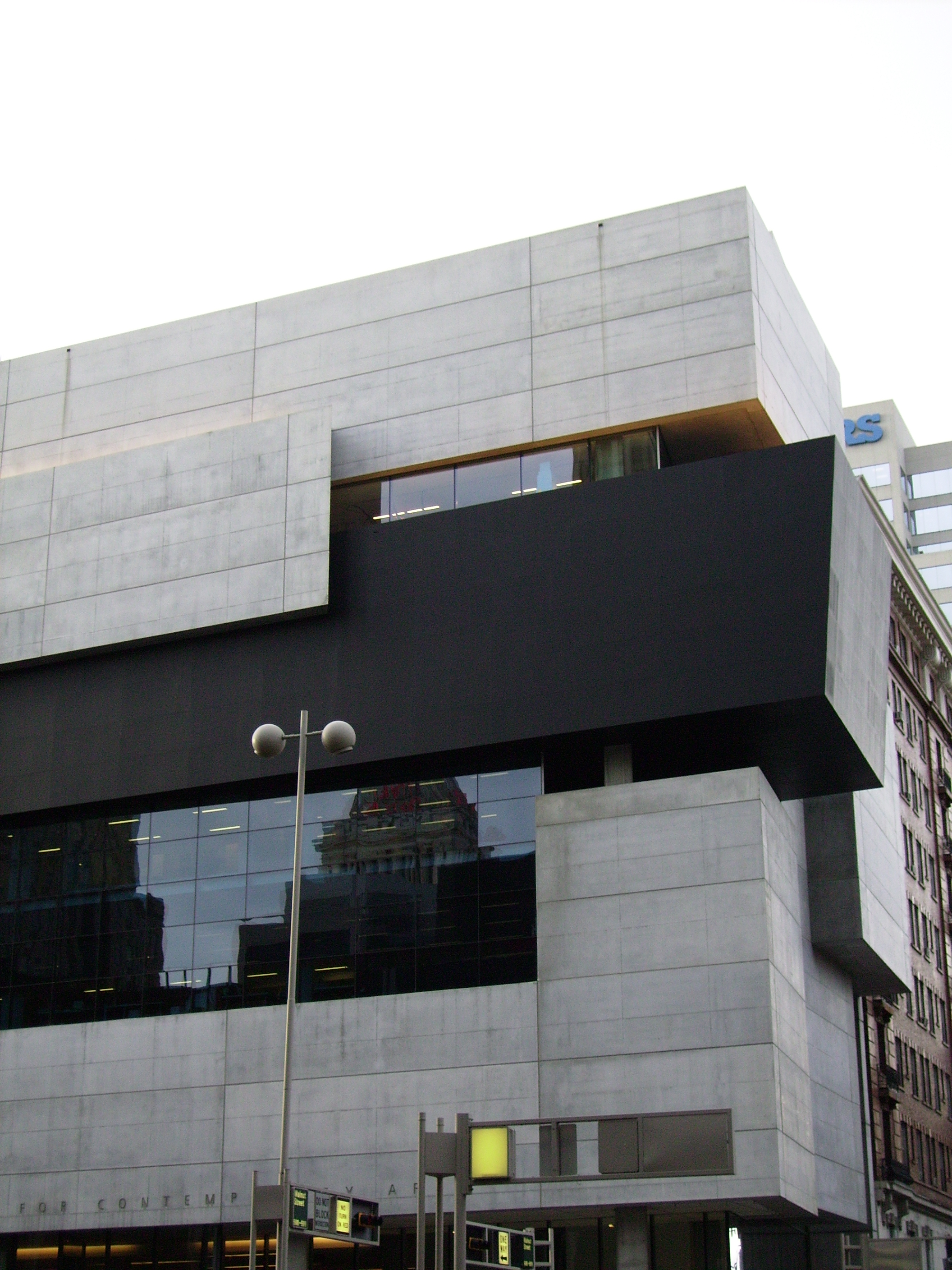
Múzeum, Cincinnati, USA
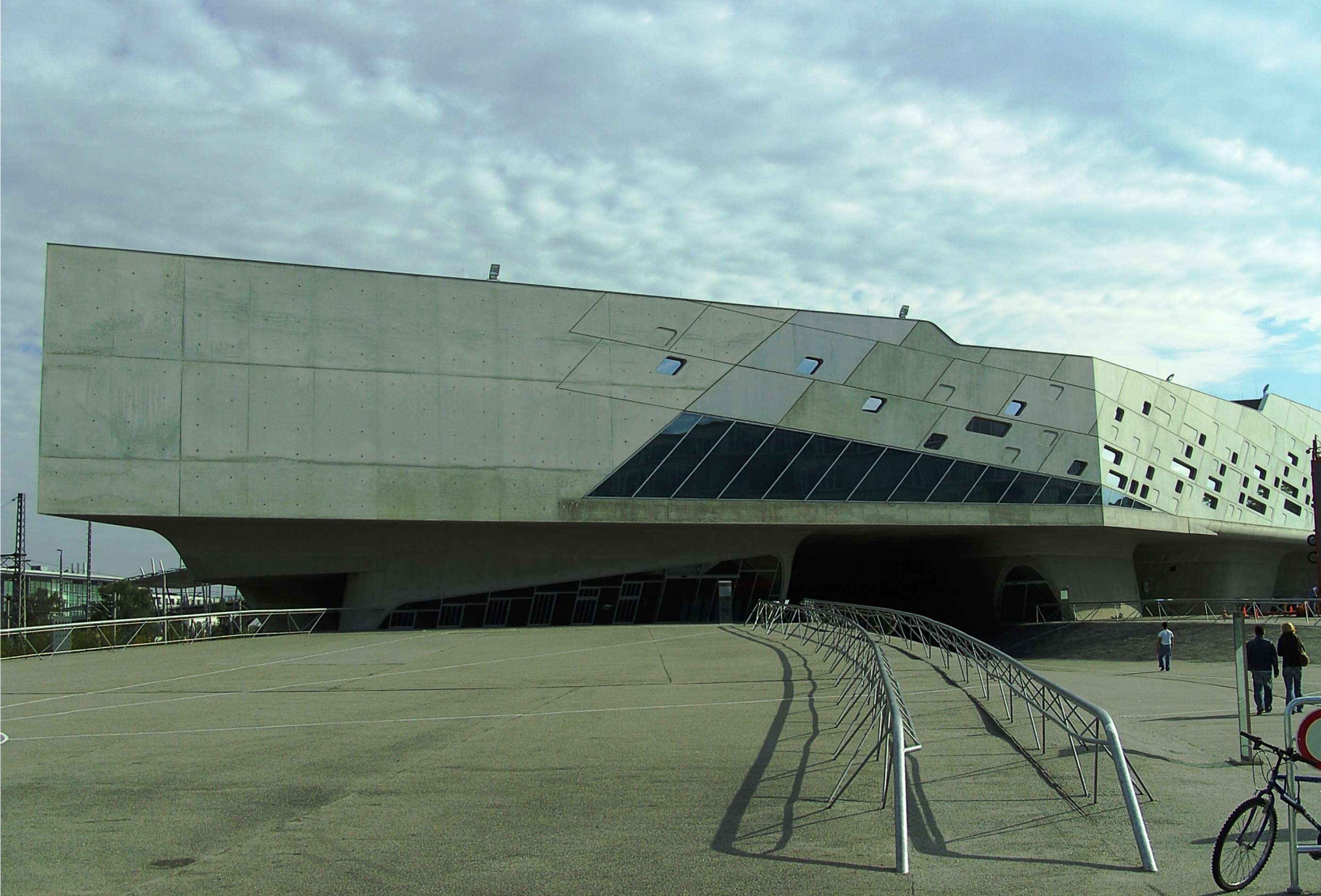
Phæno, Wolfsburg, Németország
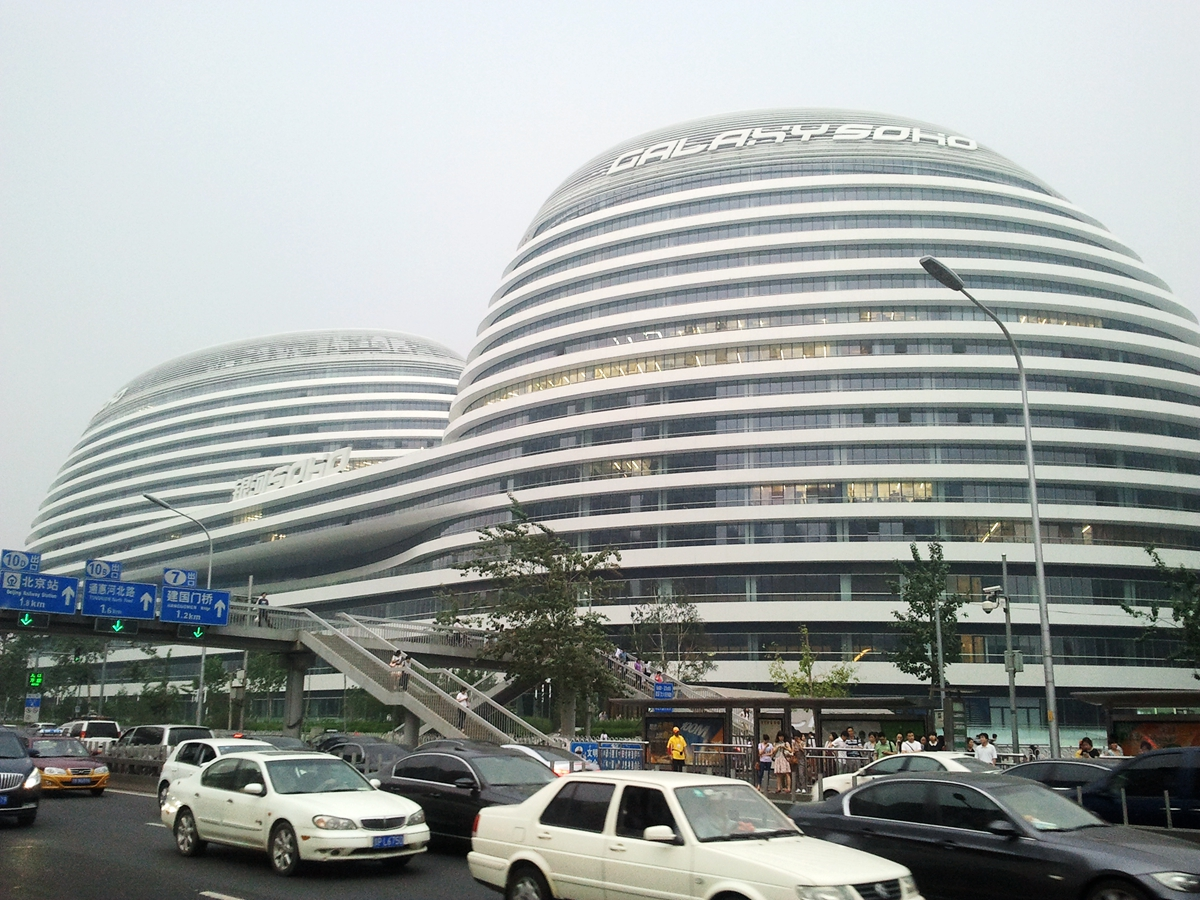
Galaxy Soho, Peking
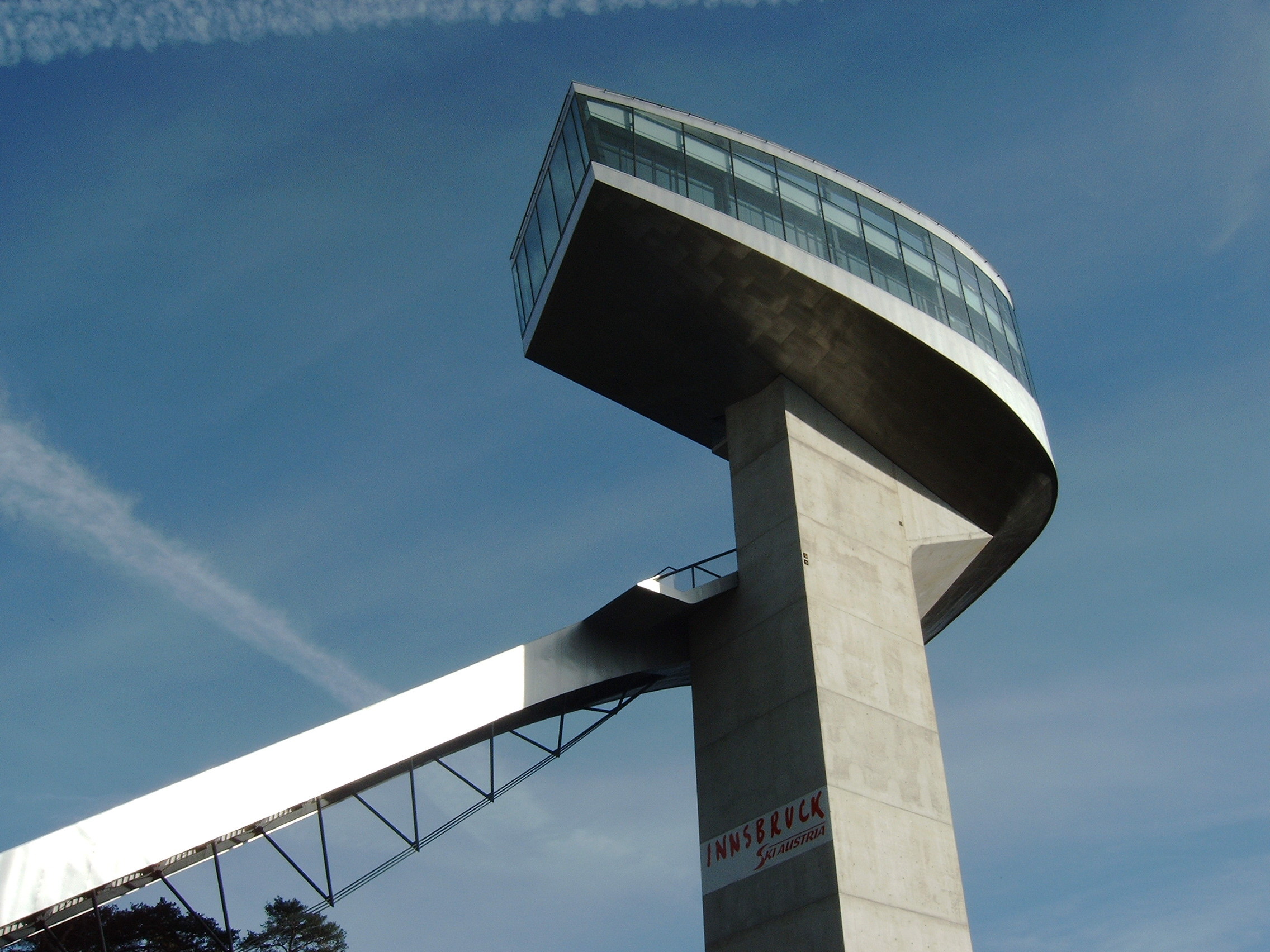
Innsbruck, Austria. Síugró sánc
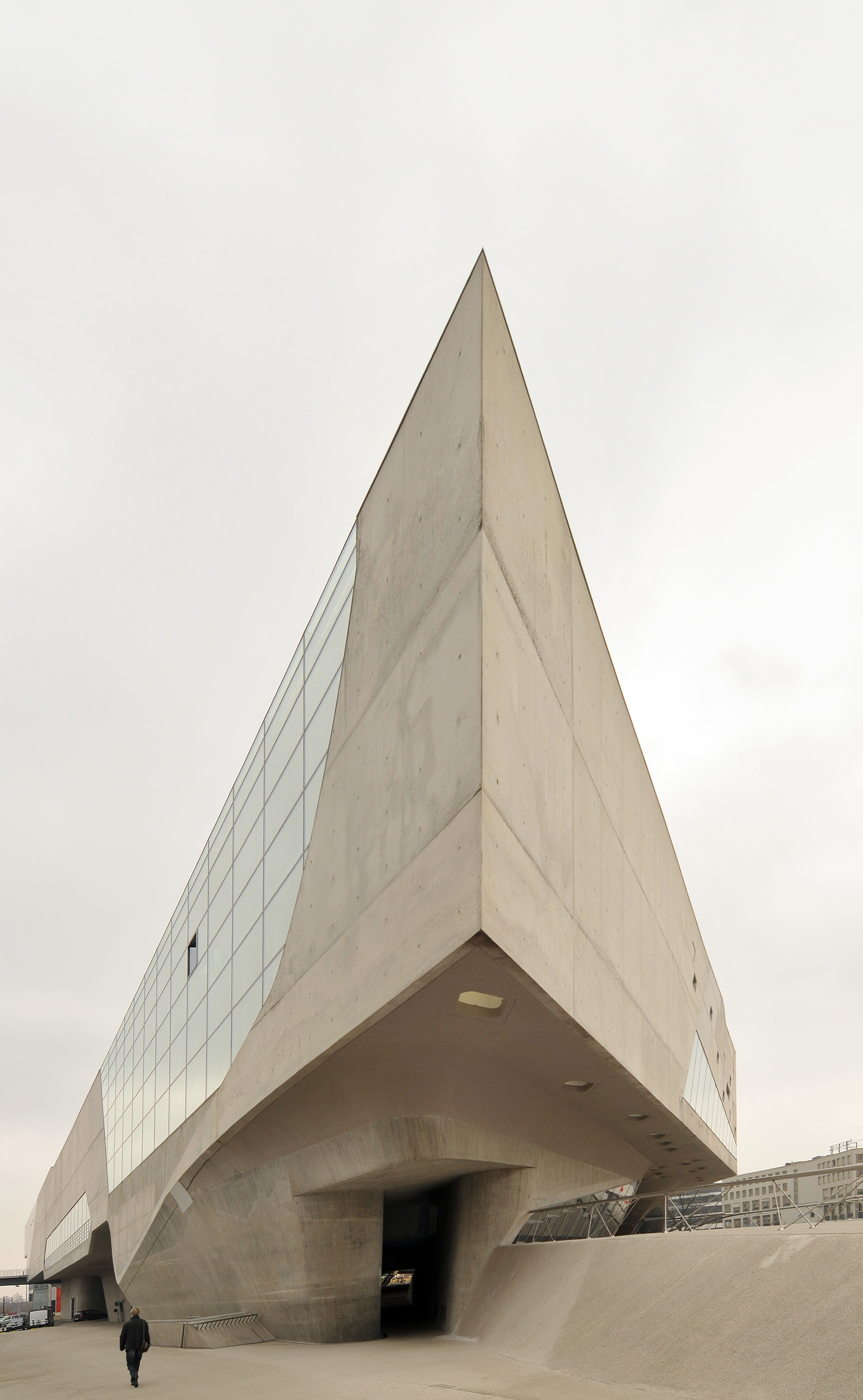
The Phæno Science Center, Wolfsburg, Németország
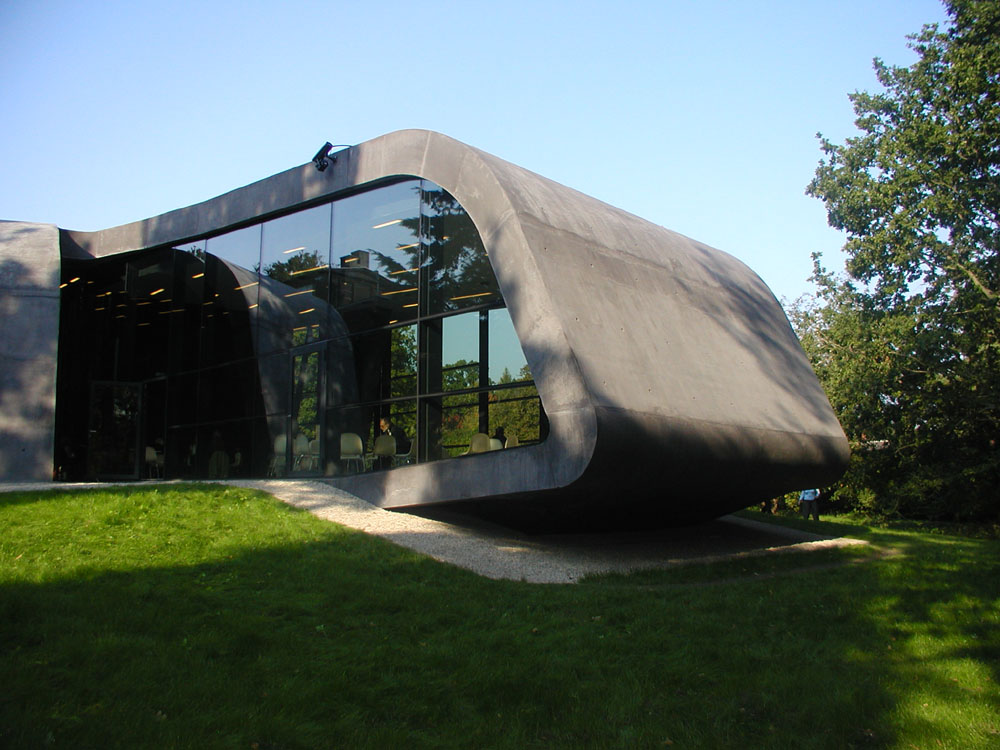
Ordrupgaard, Koppenhága